# Паласиос Нуньес, Карлос Алонсо
Карлос Алонсо Энрике Паласиос Нуньес (исп. Carlos Alonso Enrique Palacios Núñez; 20 июля 2000 года, Ренка) — чилийский футболист, нападающий клуба «Бока Хуниорс» и сборной Чили.

## Клубная карьера
Паласиос — воспитанник клубов «Сантьяго Морнинг» и «Унион Эспаньола». 19 февраля 2018 года в матче против «Депортес Антофагаста» он дебютировал в чилийской Примере в составе последнего. 5 октября 2019 года в поединке против «Универсидад Консепсьон» Карлос забил свой первый гол за «Унион Эспаньола». В 2021 году Паласиос на правах аренды перешёл в бразильский «Интернасьонал». 2 апреля в поединке Лиги Гаушо против «Сан-Жозе» Карлос дебютировал за основной состав. 31 мая в матче против «Спорт Ресифи» он дебютировал в бразильской Серии A.
В начале 2022 года Паласиос перешёл в «Васко да Гама». 28 апреля в матче против «Понте-Прета» он дебютировал в бразильской Серии B. 25 июня в поединке «Операрио Ферровиарио» Карлос забил свой первый гол за «Васко да Гама».
В начале 2023 года Паласиос на правах аренды вернулся на родину, став игроком «Коло-Коло». 22 января в матче против «Копиапо» он дебютировал за новую команду.

## Международная карьера
17 ноября 2020 года в отборочном матче чемпионата мира 2022 против сборной Венесуэлы Кастро дебютировал за сборную Чили.
В 2021 года Паласиос принял участие в Кубке Америки в Бразилии. На турнире он сыграл в матчах против команд Аргентины и Бразилии.